# Garda (Sonico)

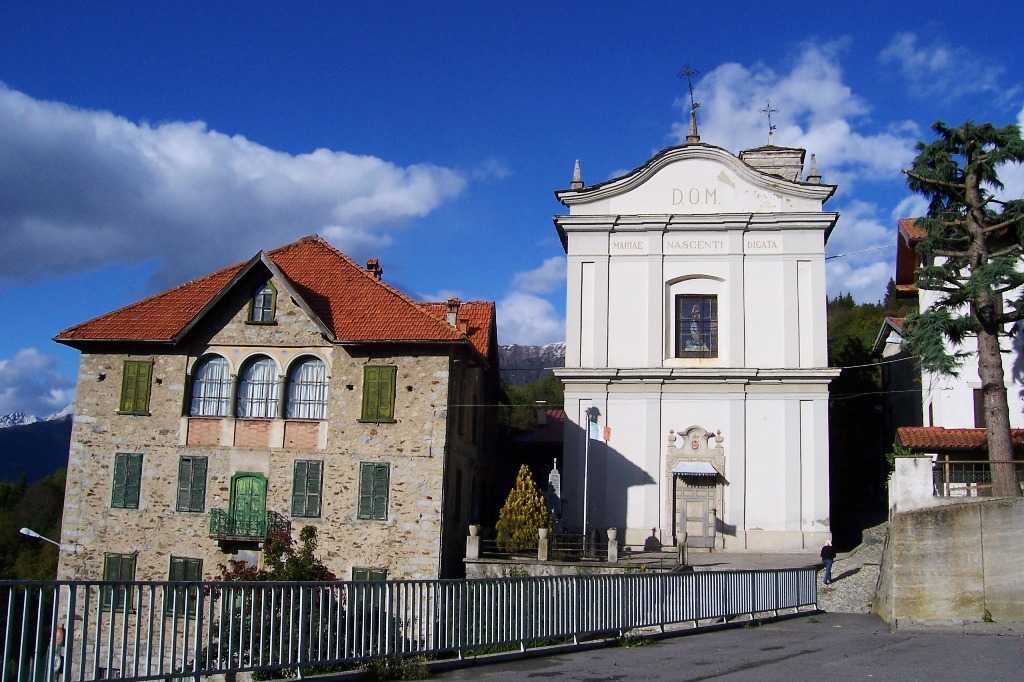
Parrocchiale di Santa Maria

Garda è una frazione del comune di Sonico, in media Val Camonica, provincia di Brescia.

## Geografia fisica

### Territorio
Si tratta della seconda frazione comunale più popolosa, nonché di quella situata a maggiore altitudine (1054 m slm).

## Storia
Nel seicento si ricordava di una lapide, probabilmente di epoca romana che riportava:
Garda si divideva in tre contrade: Case di Sotto, Case di Sopra e Benedetti.
A Garda nel 1677 esisteva una confraternita di disciplini governata da sole donne.

### Antichi Originari
Gli Antichi Originari erano, al tempo delle vicinie, i capifuoco delle famiglie native del paese: essi erano gli unici che avevano il potere di deliberare nei consigli, mentre i nobili, gli ecclesiastici e gli stranieri (anche se residenti da diverse generazioni nel paese) ne erano esclusi. I cognomi degli Originari di Garda, riportati nei registri della vicinia, erano:
- Caldinelli
- Casarotti
- Fanetti
- Foini
- Frizza
- Gelmi
- Gulberti
- Lela
- Molinari
- Mottinelli
- Piccinelli
- Turetti

## Monumenti e luoghi d'interesse

### Architetture religiose
Le chiese di Garda sono:
- Parrocchiale di S. Maria, del XVIII secolo.
- Chiesa di San Lorenzo, rimaneggiata nel XVII, ma di origine romanica, si legge su una pietra la data 1159.

## Società

### Tradizioni e folclore
Gli scütüm sono nei dialetti camuni dei soprannomi o nomiglioli, a volte personali, altre indicanti tratti caratteristici di una comunità. Quello che contraddistingue gli abitanti di Garda è Galbaròcc o Gardatzì.

## Amministrazione
Elenco dei consoli della vicinia di Garda:
| Anno | Console                               | Carica |
| 1695 | Gio Alberto Gulberti                  |        |
| 1730 | Gulberto Gulberti                     |        |
| 1735 | Giovanni Casarotti Giacomo Mottinelli |        |
| 1736 | Lorenzo Gulberti                      | I      |
| 1737 | Bernardino Gulberti                   |        |
| 1737 | Bernardino Gulberti                   | I      |
| 1739 | Giovanni Fanetti                      |        |
| 1740 | Lorenzo Gulberti                      | II     |
| 1742 | Bernardino Gulberti                   | II     |
| 1743 | Bernardo Mottinelli                   |        |
| 1745 | Bortolo Foino                         | I      |
| 1746 | Bortolo Mottinelli                    | I      |
| 1748 | Lorenzo Canino                        |        |
| 1750 | Domenico Fanetti                      | I      |
| 1751 | Bortolo Foino Michele Foino           | II I   |
| 1754 | Lorenzo Frizza Lorenzo Mottinelli     | I      |
| 1755 | Michele Foino                         | II     |
| 1756 | Domenico Fanetti                      | II     |
| 1758 | Giacomo Gulberti                      | I      |
| 1759 | Lorenzo Cani                          |        |
| 1760 | Bortolo Mottinelli                    | II     |
| 1761 | Lorenzo Frizza                        | II     |
| 1762 | Gio Battista Foino Giacomo Gulberti   | - II   |
| 1763 | Giacomo Gulberti                      |        |
| 1764 | Bortolo Casarotti                     |        |
| 1765 | Giacomo Mottinelli                    |        |